# Il segreto ammirabile del Santo Rosario
Il segreto ammirabile del Santo Rosario, per convertirsi e per salvarsi (in francese, Le secret admirable du très Saint Rosaire, pour se convertir et se sauver) è un'opera di san Louis-Marie Grignion de Montfort.

## Contesto storico
Il segreto ammirabile del Santo Rosario, fu scritto da Luigi Maria negli ultimi anni di vita, probabilmente dopo il 1710. Il libro è diviso in cinque parti, tante quante sono le decine della corona del rosario, che non per niente costituiscono il titolo di ognuno dei cinque capitoli, e a sua volta ogni capitolo, "decina", è suddivisa in dieci paragrafi, tanti quanti sono i grani, "rose", del rosario.
Punto di riferimento per quanto riguarda la traduzione dell'opera è certamente quella di Padre Antonio Daddario (1842 – 1918) pubblicata dalle Paoline nel 1902

### L'origine e il nome
Nella "prima decina" che intitola "L'eccellenza del Santo Rosario nell'origine e nel nome" parla delle origini del rosario e del suo nome (in origine si chiamava infatti "salterio angelico" o "salterio di Gesù e di Maria") raccontando la storia di San Domenico tramite il libro "De Dignitate psalterii" di Alano della Rupe:
(Il segreto ammirabile del Santo Rosario, 10 e 11.)

### Le preghiere che compongono il rosario
Nella "seconda decina" intitolata "L'eccellenza del Rosario nelle preghiere che lo compongono", analizza e commenta le preghiere del rosario, soffermandosi particolarmente sul Padre Nostro e l'Ave Maria, analizzando ogni rigo delle due preghiere, e soprattutto all'Ave Maria dedica una maggiore riflessione perché: «[...] è la mia preghiera preferita, è la mia pietra di paragone sicura per distinguere quelli che sono condotti dallo spirito di Dio da quelli che sono nell'illusione dello spirito maligno.».

### I misteri del rosario
Nelle "terza decina" intitolata "L'eccellenza del Rosario nella meditazione della vita e della Passione di N.S. Gesù Cristo", analizza i misteri del rosario:
«Cosa sacra che difficilmente si può comprendere è un mistero. Le opere di Cristo Gesù sono tutte sacre e divine, perché Egli è uomo e Dio insieme; quelle della Vergine sono santissime, perché ella è la più perfetta fra tutte le pure creature. Ben a ragione le opere di Gesù e della sua santa Madre sono dette "misteri" perché sono ricolme delle innumerevoli meraviglie, perfezioni, delle sublimi e profonde istruzioni che lo Spirito Santo rivela agli umili ed ai semplici che le apprezzano.».
Passa quindi ad analizzare i 15 misteri nella "prima rosa" e poi dedica le altre nove alla meditazione dei misteri, spiegando l'importanza della meditazione: «meditando devotamente le virtù di Gesù Cristo nei quindici misteri della sua vita, diventano somiglianti al divino Maestro con l'aiuto della sua grazia e per l'intercessione della Vergine santa.». che essendo un "mezzo di grande perfezione" non deve essere utile solo ai sacerdoti e ai religiosi ma anche ai laici, per sette motivi: «[...] per invogliarti ancor più ad abbracciare questa devozione delle anime grandi, aggiungo che il Rosario recitato con la meditazione dei misteri:
- ci eleva insensibilmente alla perfetta conoscenza di Gesù Cristo;
- purifica le anime nostre dal peccato;
- ci rende vittoriosi su tutti i nostri nemici;
- ci facilita la pratica delle virtù;
- ci infiamma d'amore per Gesù;
- ci arricchisce di grazie e di meriti;
- ci fornisce i mezzi per pagare a Dio e agli uomini tutti i nostri debiti e infine ci ottiene ogni sorta di grazie.».[3]

### I prodigi ottenuti mediante il rosario
Nella "quarta decina", intitolata "L'eccellenza del Rosario nelle meraviglie da Dio operate in suo favore", presenta gli effetti prodotti dalla recita del rosario, narrando degli eventi accaduti grazie alla recita quotidiana del rosario, racconta ad esempio che san Luigi IX di Francia nacque dopo che la madre Bianca di Castiglia, non riuscendo ad avere figli dopo 12 anni di matrimonio, ricorse alla recita del rosario; e prosegue raccontando altre vicende accadute a San Domenico, Alano della Rupe, Alfonso VIII di Castiglia e altri personaggi dei quali non dice il nome.

### Come recitare il rosario

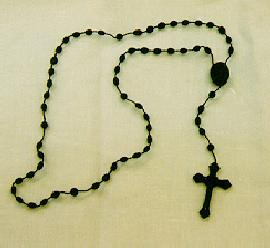
La corona del rosario

Infine nell'ultima "decina", che intitola "Modo di recitare il Rosario", dove spiega per l'appunto il modo in cui va recitato il rosario:
- deve essere una recita attenta: «[...] occorre anche una grande attenzione perché Dio ascolta la voce del cuore più che la voce orale. [...]»;[4]
- bisogna combattere le distrazioni: «[...]. Occorre, pertanto, per recitare il Rosario con perseveranza, una devozione incomparabilmente più profonda di quella richiesta da qualsiasi altra preghiera. [...]»;[5]
- bisogna recitare il rosario con modestia: «[...] per quanto è possibile, in ginocchio, con le mani giunte e la corona fra le dita. [...] Ti consiglio di dividere la recita dell'intero Rosario in tre parti o in tre tempi della giornata; è meglio che recitarlo tutto di seguito con le sue quindici poste. [...]»;[6]
- è meglio recitarlo a due cori: «fra tanti metodi di recitare il Rosario il più glorioso per Dio, il più salutare per l'anima ed il più temuto dal demonio è quello di salmodiarlo, ossia di recitarlo in pubblico a due cori»;[7]
- bisogna recitare il rosario "con fede, con umiltà, fiducia e perseveranza".

Il libro si conclude senza riportare la "cinquantesima rosa" che è costituita dal testo che ha allegato a questo libro e cioè i "Metodi santi per recitare il Santo Rosario". In totale fornirà cinque metodi, ma solo due sono allegati al "Segreto del Rosario". Il terzo metodo è derivato da un libro di preghiere del 1761 e che diede in uso alle Figlie della Sapienza, mentre il quarto e il quinto li allegherà ad un altro suo testo, il "Libro delle Prediche". In appendice ai "Metodi santi per recitare il Santo Rosario, scrive poi "Le principali regole del Santo Rosario" dove riassume in modo schematico il "Segreto del Rosario".